# Sekundærrute 189
Sekundærrute 189 er en rutenummereret landevej i Midtjylland.
Landevejen forbinder Skive og Holstebro. Vejen er cirka 38 kilometer lang.
Vejen blev anlagt i 1855:9 efter en længere planlægningsperiode. Før da gik trafikken mellem Holstebro og Skive via Skave og Sevel.:148-151